# Навоийский областной комитет КП Узбекистана
Навоийский областной комитет КП Узбекистана - орган управления Навоийской областной партийной организацией Коммунистической партии Узбекистана, существовавшей в 1982-1988 годах.
Навоийская область образована 20.04.1982 из части Бухарской, 6.09.1988 упразднена, территория области вошла в состав Самаркандской, в 1992 снова выделена в Навоийский вилайет.

## Первые секретари обкома
1982-13.01.1986 Есин, Василий Павлович
13.01.1986-09.1988 Ефимов, Анатолий Степанович
09.1988-1991 Самаркандский областной комитет КП Узбекистана